# Bernard Duchatelet
 (mars 2025).
Motif : notoriété, travaux d'importance ?
- Archive Wikiwix
- Bing
- Cairn
- DuckDuckGo
- E. Universalis
- Gallica
- Google
- G. Books
- G. News
- G. Scholar
- Persée
- Qwant
- (zh) Baidu
- (ru) Yandex
- (wd) trouver des œuvres sur Wikidata

| 1. | Préciser le motif de la pose du bandeau. | Précisez le motif de la pose du bandeau en utilisant la syntaxe suivante : {{admissibilité à vérifier\|date=mars 2025\|motif=remplacez ce texte par le motif}}                          |
| 2. | Informer les utilisateurs concernés.     | Pensez à avertir le créateur de l'article, par exemple, en insérant le code ci-dessous sur sa page de discussion : {{subst:avertissement admissibilité à vérifier\|Bernard Duchatelet}} |

Pour les articles homonymes, voir Duchâtelet.
Bernard Duchatelet, né le 10 juin 1930 à Tourcoing et mort le 6 juillet 2019 à Landerneau a enseigné à l'Université de Bretagne occidentale (Brest), de 1968 à 1995, la littérature française des XIXe et XXe siècles.

## Synthèse
Après des études de Philosophie et de Lettres à Lille (1948-1952), Bernard Duchatelet est professeur du Secondaire au Liban (1952-1956), puis en France (1956-1957). Après son Diplôme d’Études supérieures à la Sorbonne, puis le Capes de Lettres Classiques − 1957-1959), il obtient l’Agrégation de Lettres Classiques en 1960. Il est alors professeur du Secondaire au Maroc (Lycée Lyautey de Casablanca − 1960-1964). Puis, il est nommé « Lector » à l’Université de Groningue, aux Pays-Bas (1964-1968) ; outre son enseignement à l’université, il fonde et dirige, dans cette ville, le Centre Culturel Français, avec cours du soir pour adultes. Rentré en France, il est nommé à la Faculté des Lettres de l’Université de Brest, où il poursuit le reste de sa carrière (1968-1995). 
Il est actuellement professeur émérite de ladite université, dans laquelle il a exercé diverses responsabilités de recherche. De 1983 à 1992 : créateur et directeur du “ Centre d’Études du Roman Français (CERF XX) ”, avec publication d’un numéro annuel, thématique, des Cahiers du CERF XX. De 1987 à 1995 : directeur local du “ Centre d’Étude des Correspondances des XIXe et XXe siècles ” de Brest et directeur national du “ Groupe d’étude et de recherche sur les Correspondances des XIXe et XXe siècles ” (Unité de recherche du CNRS). De 1992 à 2002, il a présidé l’Association des Amis d’Yves Le Febvre et a été responsable du Bulletin annuel de cette Association. 
Ses travaux de recherche ont surtout porté sur Romain Rolland. Ses deux thèses ont été consacrées à la genèse de Jean-Christophe. La première (doctorat d’Université  − Paris IV, 1969) s’intitule : Étude de genèse et édition critique d’Antoinette de Romain Rolland, la seconde (doctorat d’État − Paris VII, 1973) a pour sujet : Les débuts de Jean-Christophe de Romain Rolland. Par la suite, Bernard Duchatelet a consacré de  nombreuses études relatives à différents aspects de l'œuvre, tant romanesque que théâtrale, dont les plus importantes ont été reprises dans son ouvrage Romain Rolland. La Pensée et l’Action. Il s'est particulièrement intéressé à l'épistolier et a édité plusieurs correspondances et textes inédits. Il est l'auteur d'une biographie "Romain Rolland tel qu'en lui-même", qui puise ses éléments dans une abondante documentation en partie inédite et renouvelle la connaissance de l'homme et de l'écrivain. Cet ouvrage a reçu le prix Pierre-Georges-Castex de littérature française en 2002, décerné par l'Académie des sciences morales et politiques.

## Travaux
- Cette chère Bretagne (Correspondance entre Yves Le Febvre et André Suarès), Brest, Centre de Recherches Bretonnes et Celtiques, Université de Brest, 1986
- Romain Rolland et la NRF, « Cahiers Romain Rolland » no 27, Paris, Albin Michel, 1989
- Romain Rolland : Au seuil de la dernière porte, Correspondance et inédits (1936-1944), Paris, Éditions du CERF, 1989
- Romain Rolland, Voyage à Moscou (1935), « Cahiers Romain Rolland » no 29, Paris, Albin Michel, 1992
- Romain Rolland - Lucien et Viviane Bouillé, Correspondances 1938-1944, Brest, Centre d’Étude des correspondances, Université de Brest, 1992
- Henri Bachelin, Correspondances avec André Gide et Romain Rolland, Brest, Centre d'Études des correspondances, Université de Brest, 1994
- Max Jacob, Lettres à André Level, Brest, Centre d’Étude des Correspondances, Université de Brest, 1994
- André Gide– Jean-Richard Bloch, Correspondance, Brest, Centre d’Étude des Correspondances, Université de Brest, 1997
- Romain Rolland préparant son "Péguy" correspondances croisées avec Geneviève Favre et Pierre Marcel, L'amitié Charles Péguy, no 94, 2001
- Claudel- Rolland, une amitié perdue et retrouvée, (en collaboration avec Gérald Antoine), Paris, Gallimard, 2005
- Roger Martin du Gard, Correspondance Générale t. VIII, IX et X, Paris, Gallimard, 1997, 2006
- Publications, dans le Bulletin de l’Association des Amis d’Yves Le Febvre, de nombreux plusieurs textes inédits de celui-ci, dont des extraits importants de son Journal de guerre 1914-1918
- Romain Rolland et la Musique, issu d'un colloque international organisé à Vézelay les 6 et 7 octobre 2012, Edition Universitaire de Dijon, 2013

### Articles
- Nombreux articles et études sur André Gide, François Mauriac, Charles Péguy, Paul Claudel, Louis Hémon, Georges Duhamel, André Suarès, Max Jacob, Roger Martin du Gard et surtout Romain Rolland. Pour la plupart, ces articles et études se rapportent soit à la création romanesque, soit aux correspondances.
- Plusieurs études sur Yves Le Febvre, et publication, dans le Bulletin de l’Association des Amis d’Yves Le Febvre, de nombreux plusieurs textes inédits de celui-ci, dont des extraits importants de son Journal de guerre 1914-1918.

### Livres
- Les débuts de Jean-Christophe (1886-1906). Étude de genèse, 2 vols. Lille, Service de reproduction des thèses, 1975
- Romain Rolland. La Pensée et l’Action, Brest, Centre d’Étude des Correspondances, 1997. (Ce livre reprend un certain nombre d’articles.)
- Romain Rolland, tel qu'en lui-même (biographie), Paris, Albin Michel, 2002
- Un épisode de Jean-Christophe de Romain Rolland, Antoinette. Étude de genèse et de création littéraire 2 vols, Brèves, Études rollandiennes no 17 (1 et 2), 2007